# Adenauerallee 89b (Bonn)

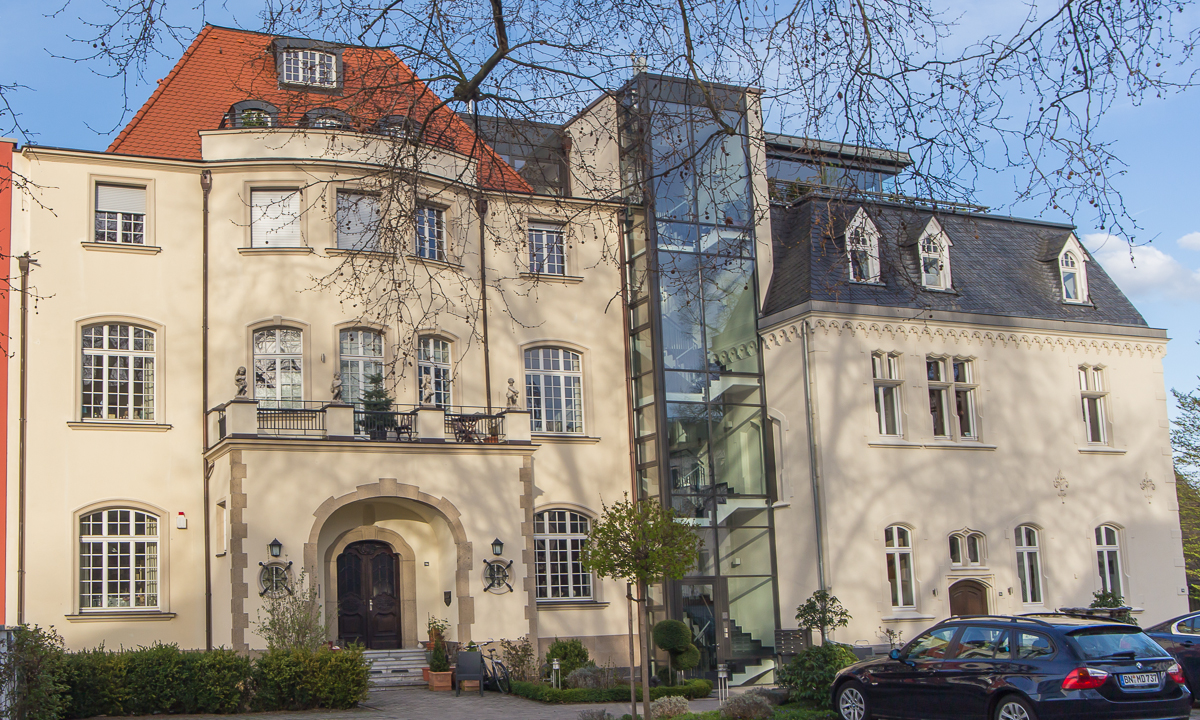
Villen Adenauerallee 89a (links) und Adenauerallee 89b (rechts), Straßenseite

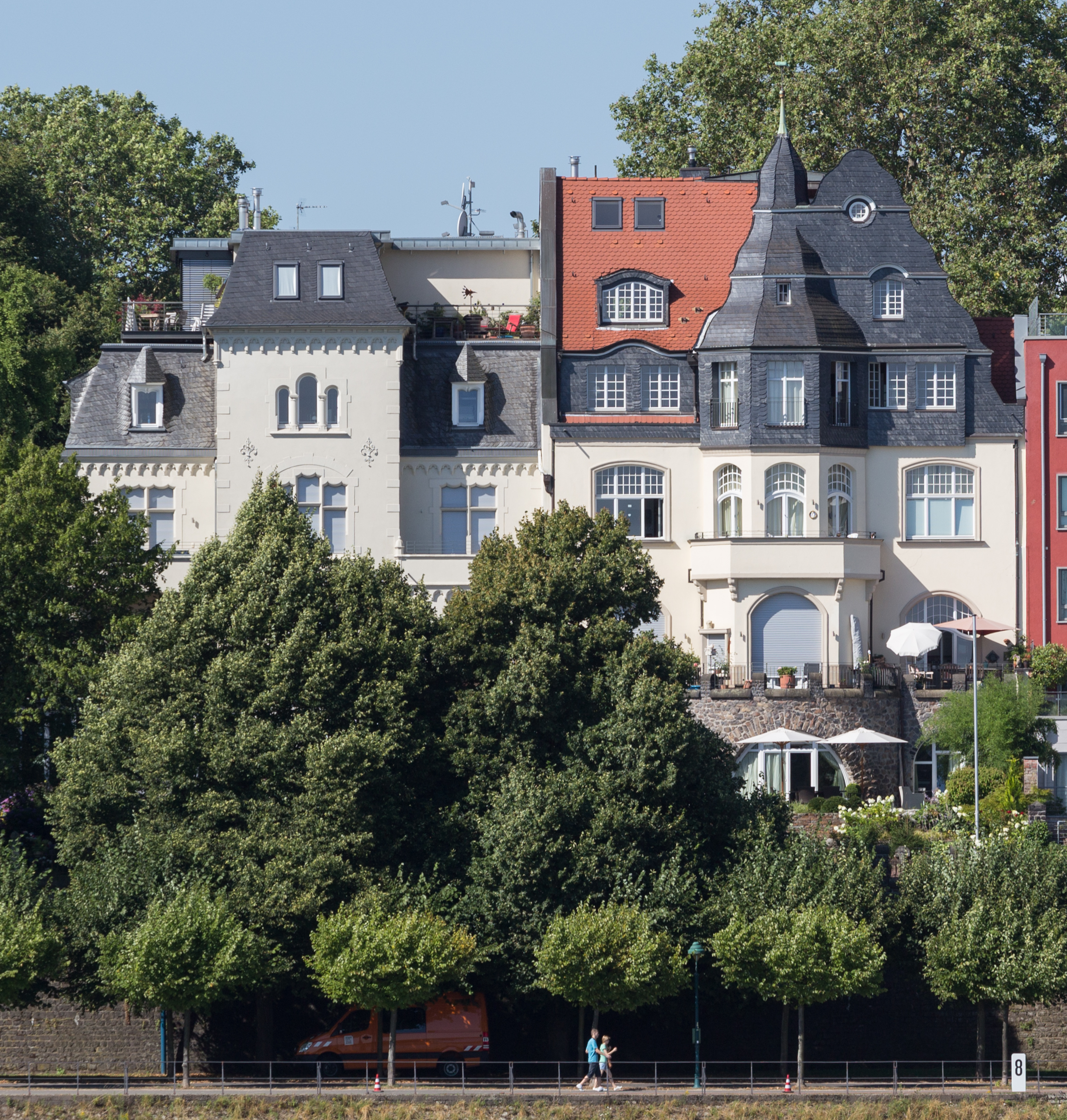
Villen Adenauerallee 89b (links) und 89a (rechts), Rheinseite

Das Gebäude Adenauerallee 89b (auch Villa Schumm) ist eine Villa im Bonner Ortsteil Gronau, die 1897/98 errichtet wurde. Sie liegt oberhalb des Rheinufers (Wilhelm-Spiritus-Ufer) und ist über eine Stichstraße mit der Adenauerallee (B 9) verbunden. Die Villa steht als Baudenkmal unter Denkmalschutz.

## Geschichte

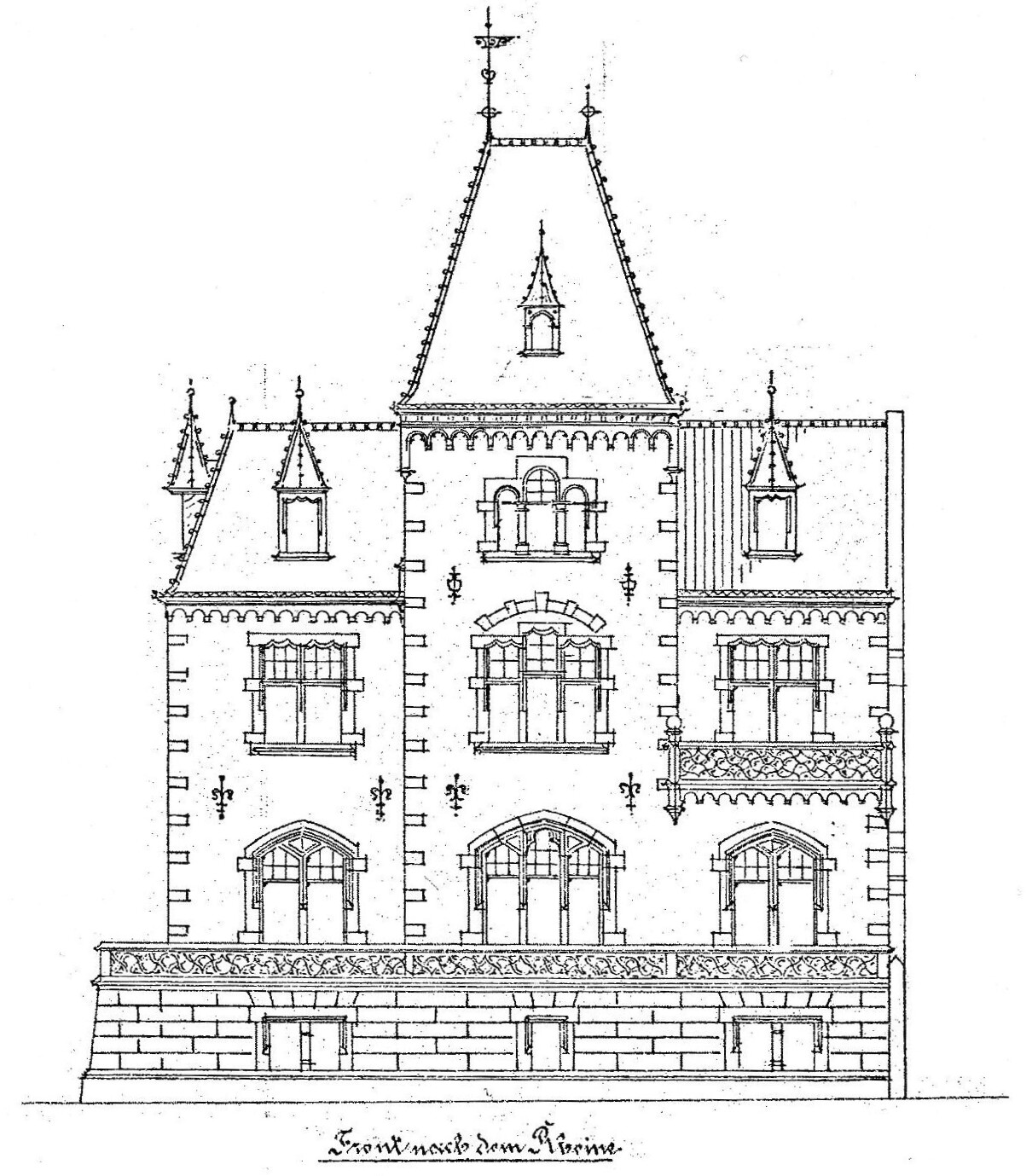
Aufriss der Rheinfront (1897)

Die Villa entstand für den Bauherrn Hermann Schumm (* 1841), Direktor der Gasmotorenfabrik Deutz AG, nach einem Entwurf der Kölner Architekten Alfred Müller und Otto Grah. Ihrem Bau ging eine verworfene Planung des Bonner Architekten Otto Penner voraus, die stilistisch dem malerischen Spätklassizismus mit italienischem Renaissanceeinfluss zugerechnet wird – der letztlich verwirklichte Entwurf den Villen des malerischen Stils mit mittelalterlicher Formensprache. Die Bauakten setzen im August 1896 ein, die vorbereitende Erstellung einer rheinseitigen Futtermauer wurde im Mai 1897 aufgenommen. Im Juli 1897 erfolgte die Erteilung der Baugenehmigung für die Villa, die Schlussabnahme im Dezember 1898.

„Die Villa Schumm zeigt überwiegend frei erfundene, dem Mittelalter entlehnte Formen.“

Im Nachgang folgten 1900 der Bau eines Gartenhauses (Holzkonstruktion mit Zinkdach) sowie eines Torbogens als Abgrenzung zum nördlichen Nachbargrundstück, auf dem von 1901 bis 1903 in Aneinanderreihung die Villa Bungarten (Adenauerallee 89a) entstand. 1902 war die Villa in den Besitz des Professors Konrad Cosack übergangen. Er ließ in diesem Jahr neben zwei Torpfeilern ein Gitter am Ende des zum Gebäude gehörenden Privatwegs errichten. 1919 hatte der Kölner Staatssekretär Walraff das Gebäude übernommen und beabsichtigte nun, im Nordwesten einen zweigeschossigen Anbau für wirtschaftliche Zwecke vorzunehmen. Da er die angrenzende Villa Bungarten unmittelbar berührte und somit zur Entstehung einer geschlossenen Bauweise führte, wurde die Genehmigung zunächst untersagt, schließlich aber nach Stellung von Auflagen erteilt.
1949 ging die Villa, nunmehr nördlich des neuen Parlaments- und Regierungsviertels gelegen, gemeinsam mit benachbarten Gebäuden in den Besitz der Bundesrepublik Deutschland über. Zunächst war hier der Staatssekretär im Bundesministerium der Finanzen, Alfred Hartmann, untergebracht. Anschließend diente die Villa als erstes Domizil des Bonner Presseclubs (Deutscher Presseclub und Verein der Ausländischen Presse in Deutschland) in Trägerschaft der Presseclub-Wirtschafts GmbH, der dort im Mai 1953 sein Clubhaus eröffnete. Für diesen entstand ein Anbau. Der Presseclub war hier noch bis 1976 beheimatet. Anschließend gehörte die Villa zu den Liegenschaften des Auswärtigen Amtes mit Hauptsitz in einem benachbarten Bürogebäude. Mitte der 1980er-Jahre sollte die Villa einem 400 m langen Neubau für das Auswärtige Amt weichen, dessen Umsetzung jedoch fallengelassen wurde. Zuletzt war in ihr ein Teil der Protokollabteilung des Ministeriums untergebracht. Nach dem Umzug des Ministeriums im Zuge der Verlegung des Regierungssitzes nach Berlin (1999) verkaufte der Bund die Villa. 2005/06 wurde sie saniert und in Eigentumswohnungen aufgeteilt, wobei auch der Anbau aus den 1950er-Jahren abgerissen wurde und als Verbindung zum nördlichen Nachbargebäude ein Treppenhaus aus Glas und Stahl entstand.